# Knessetvalet i Israel 2013
Knessetvalet i Israel den 22 januari 2013 resulterade i dött lopp mellan Israels högerkoalition och mitten-vänster-blocket.
Högeralliansen Likud-Beitenu erövrade 31 av Knessets 120 platser. Naftali Bennetts nationalistiska Judiskt hem fick 11 mandat, medan två ultraortodoxa partier tillsammans fick 18 platser.
I mitten-vänster-blocket, inklusive de arabisk-israeliska partierna, fick mittenpartiet Yesh Atid överraskande hela 19 mandat. Arbetarpartiet (Labour) fick 15 platser, Meretz och Hatnuah fick 6 platser vardera medan förra valets stora segrare, Kadima bara fick 2 platser.
Tre arabisk-israeliska partier fick tillsammans 12 mandat.